# Кармазин, Александр Васильевич
Александр Васильевич Кармазин (10.10.1913—06.12.1988) — помощник командира стрелкового взвода 287-го гвардейского Силезского стрелкового полка (95-я гвардейская стрелковая Полтавская ордена Ленина Краснознамённая орденов Суворова и Богдана Хмельницкого дивизия, 34-й гвардейский Дрезденский стрелковый корпус, 5-я гвардейская армия, 1-й Украинский фронт), гвардии старшина, участник Похода советских войск в Западную Украину участник Великой Отечественной войны, кавалер ордена Славы трёх степеней.

## Биография
Родился 10 октября 1913 года в селе Новогеоргиевка ныне Ананьевского района Одесской области (Украина) в крестьянской семье. Украинец. Окончил 7 классов и фабрично-заводское училище. Работал на судостроительном заводе в городе Николаев.
С 1935 по 1937 год проходил действительную срочную службу в Красной Армии. В апреле 1939 года призван повторно. Участник похода советских войск в Западную Украину. С 24 марта 1944 года – снова в Красной Армии. В действующей армии со 2 мая 1944 года. Воевал на 3-м и 1-м Украинских фронтах. Участвовал в Львовско-Сандомирской, Сандомирско-Силезской, Нижнесилезской, Верхнесилезской, Берлинской и Пражской операциях. 
В ходе Сандомирско-Силезской наступательной операции 17 января 1945 года на подступах к городу Конецполь (ныне Ченстоховский повят Силезского воеводства, Польша) старшина роты противотанковых ружей 287-го гвардейского стрелкового полка гвардии старшина Кармазин в числе первых ворвался во вражескую траншею истребил свыше 10 гитлеровцев, подавил вражеский пулемёт.
Приказом командира 95-й гвардейской стрелковой дивизии гвардии генерал-майора Олейникова А. И. 6 февраля 1945 года гвардии старшина Кармазин Александр Васильевич награждён орденом Славы 3-й степени.
На подступах к городу Штрелен (ныне Стшелин Нижнесилезского воеводства, Польша) 26 марта 1945 года при наступлении на село Хуслиц, помощник командира стрелкового взвода Кармазин уничтожил 5 немецких солдат и 2 захватил в плен. 27 марта под огнём противника поднял взвод в атаку и в числе первых достиг вражеской траншеи, где в рукопашной схватке уничтожил 2 немецких солдат.
Приказом командующего 5-й гвардейской армией от 12 июня 1945 года гвардии старшина Кармазин Александр Васильевич награждён орденом Славы 2-й степени.
В ходе Берлинской наступательной операции на подступах к городу Шпремберг (ныне район Шпре-Найсе, земля Бранденбург, Германия) 18 апреля 1945 года при отражении контратаки противника заменил раненого пулемётчика и вёл огонь из станкового пулемёта по врагу, способствуя удержанию занимаемой позиции. В бою был ранен, но продолжал выполнять свои обязанности.
Указом Президиума Верховного Совета СССР от 15 мая 1946 года за образцовое выполнение боевых заданий командования в боях с немецко-фашистскими захватчиками на завершающем этапе Великой Отечественной войны гвардии старшина Кармазин Александр Васильевич награждён орденом Славы 1-й степени.
В октябре 1945 года старшина Кармазин демобилизован. В 1958 году окончил Николаевское техническое училище. Жил в городе Одесса (Украина). Работал техником отдела комплектации в строительном управлении № 34 комбината «Одесжилстрой».
Умер 6 декабря 1988 года. Похоронен в городе Одесса.

## Награды
- Орден Отечественной войны I степени (11.03.1985)[5]

- Полный кавалер ордена Славы:
  - орден Славы I степени (15.05.1946))[6];
  - орден Славы II степени (12.06.1945)[4];
  - орден Славы III степени (06.02.1945)[7];
- медали, в том числе:
  - «В ознаменование 100-летия со дня рождения Владимира Ильича Ленина» (6 апреля 1970)
  - «За победу над Германией в Великой Отечественной войне 1941—1945 гг.» (9 мая 1945[8])[9]
  - «За взятие Берлина» (09.05.1945)
  - «За освобождение Праги» (09.05.1945)[1]
  - «20 лет Победы в Великой Отечественной войне 1941—1945 гг.» (7 мая 1965[10])
  - «30 лет Победы в Великой Отечественной войне 1941—1945 гг.»[11]
  - 40 лет Победы в Великой Отечественной войне 1941—1945 гг.[12]

- - «50 лет Вооружённых Сил СССР» (26 декабря 1967[13])
- Знак «25 лет победы в Великой Отечественной войне» (1970)

## Память
- На могиле установлен надгробный памятник.
- Его имя увековечено в Главном Храме Вооружённых сил России, и навсегда запечатлено на мемориале «Дорога памяти»[14].